# サントン酸
サントン酸(Santonic acid)は、カルボン酸とケトンの両方を含む有機化合物である。
ロバート・バーンズ・ウッドワードは、サントニンから、ラクトンを加水分解した後に多段階の転位反応を行うことで合成した。
カルボン酸としては珍しく、サントン酸は結晶相になっても水素結合による二量体を形成しない。その代わり、カルボキシル基とケトン基が分子間で水素結合し、ポリマーを形成する。